# 台湾斑胸钩嘴鹛
台湾斑胸钩嘴鹛（学名：Erythrogenys erythrocnemis），又名大彎嘴鶥或大彎嘴畫眉，是雀形目画眉科大彎嘴鶥屬的一种，亦為臺灣本島的特有種，多見於全島低海拔至中海拔的闊葉林或灌叢中，警覺性高，不易觀察，是島上不普遍的留鳥。
台湾斑胸钩嘴鹛体重约58.15克，翼长约97.8毫米，嘴峰长约34.9毫米，喙宽度约5毫米，喙厚度约7毫米，跗蹠长约36.4毫米，尾长约95.4毫米。台湾斑胸钩嘴鹛在其分布区内为留鸟，其栖息在密集的灌木丛中，食性为肉食性，主要食物来源是陆生无脊椎动物。

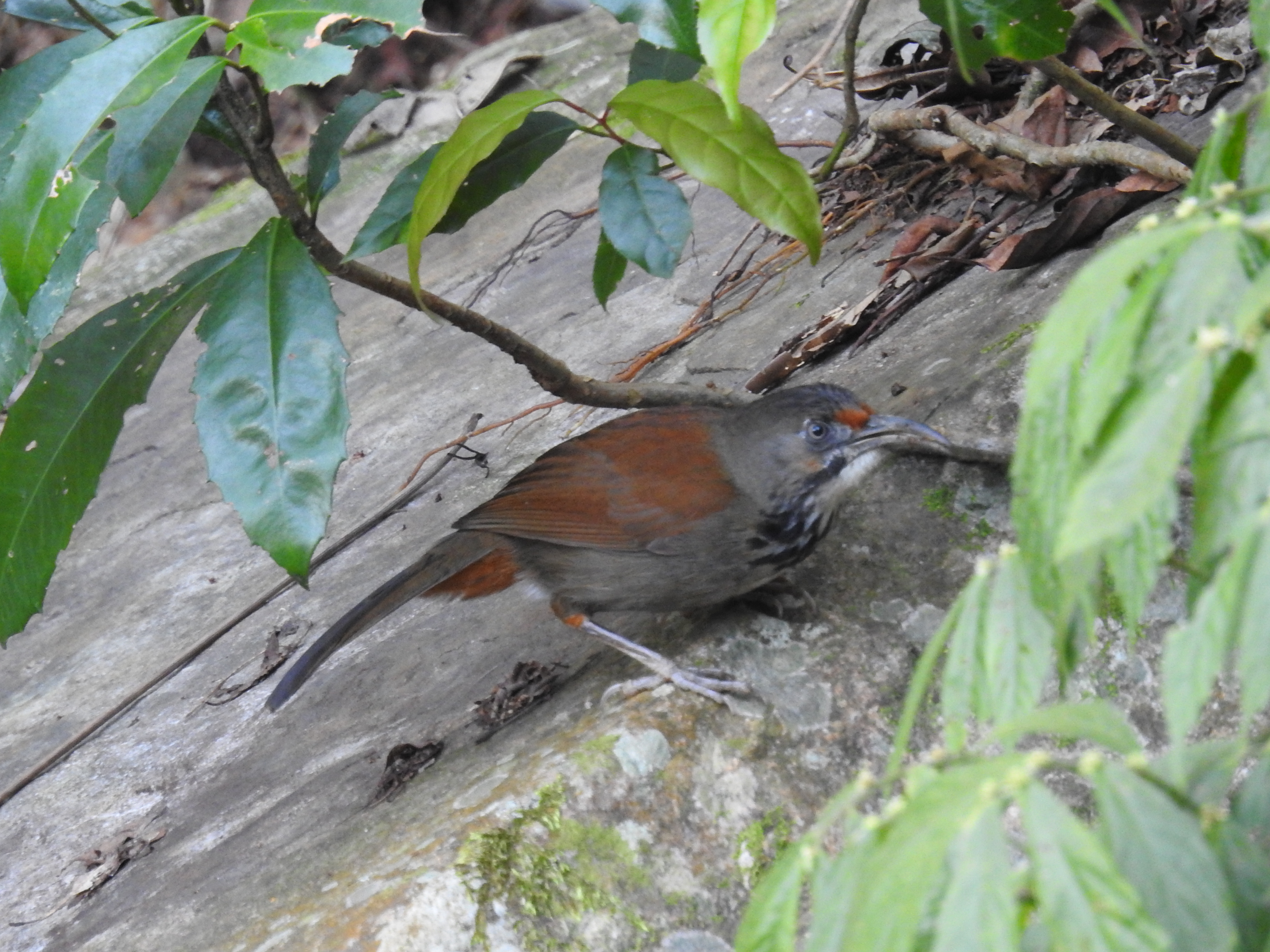

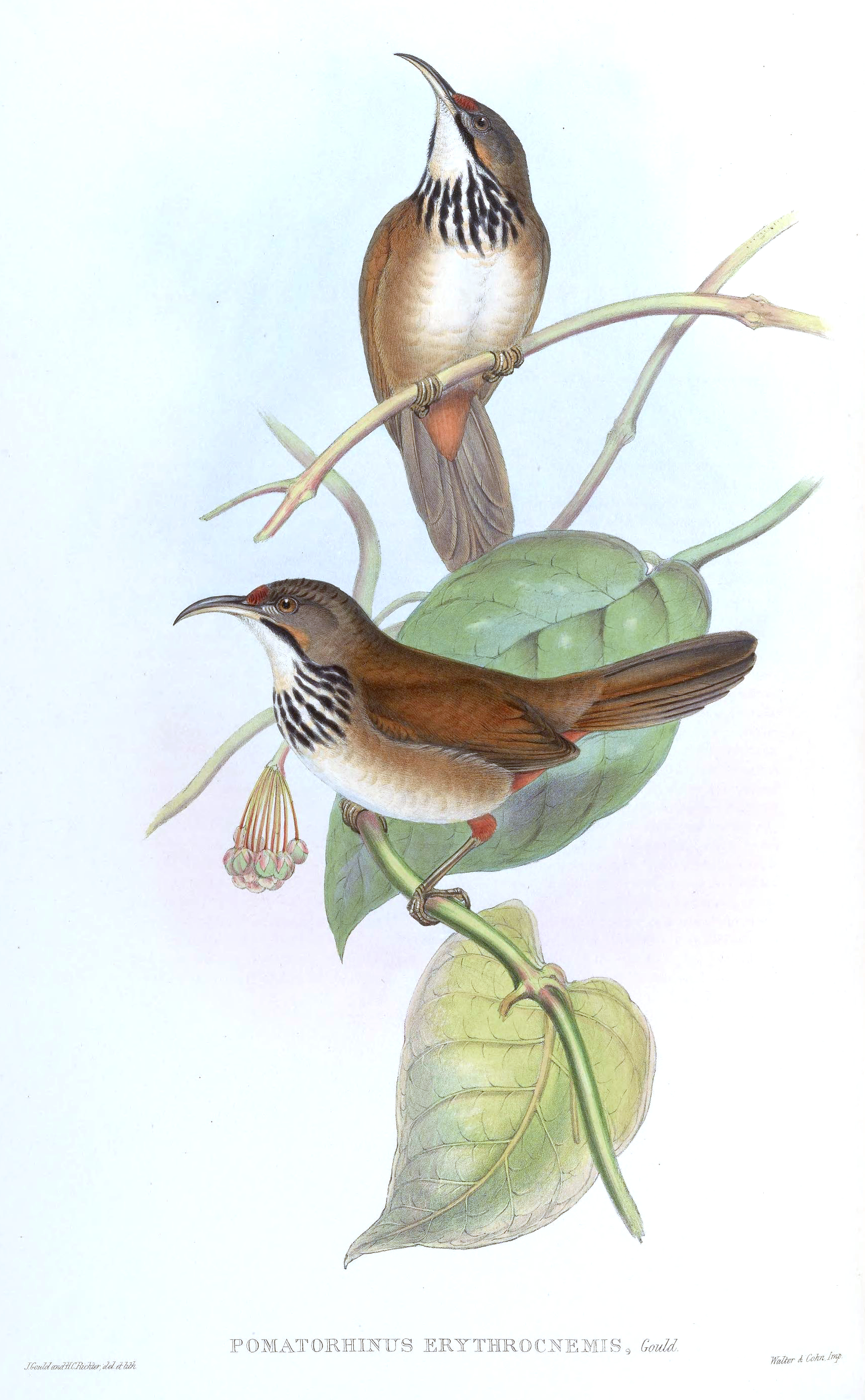